# Brügger & Thomet GL-06
El llançagranades GL-06, escopeta per a usos civils, és una arma que tracta d'obtenir una major eficàcia en la dissolució d'aldarulls i alteracions de l'ordre públic amb una arma menys letal i més exacte en l'encert del tir (més de 40 metres per a escenaris d'aquest tipus). L'empresa Brügger & Thomet (B&T o B+T) proveeix als seus clients de l'arma i una cartutx especial, amb l'avantatge afegit de la compatibilitat amb una àmplia gamma de municions de 40 mm de baixa velocitat, ja siguin letals com poc letals. El GL-06 és més lleuger i més compacte que altres armes individuals de la mateixa classe (com l'estatunidenc M79 o l'alemany HK69), però capaç d'una gran precisió, de flexibilitat tàctica i d'una bona ergonomia.

## Disseny
El GL-06 és una arma de foc, llarga, individual de suport sobre l'espatlla destinada a aplicacions militars i policials. Una versió "menys letal" de la GL-06 és la LL-06. Tot i que la LL-06 és una variant del GL-06, la principal diferència és el color de l'estructura. Ambdues armes són totalment capaces de disparar un rang complet de 40 mm x 46 municions. L'escopeta disposa d'un visor de precisió per millorar la punteria així com d'un projectil de plàstic amb punta arrodonida semblant a una pilota de golf, que es deforma amb l'impacte i amorteix el cop evitant possibles rebots a tercers quan impacta en l'objectiu.

## Mossos d'Esquadra
La unitat d'antiavalots dels Mossos d'Esquadra fou el primer cos de policia de l'Estat espanyol a incorporar aquesta arma per a projectils d'escuma. Concretament, la Conselleria d'Interior de la Generalitat de Catalunya decidí adquirir entre deu i quinze unitats del model B&T GL-06 Single Shot Launcher, després de diverses setmanes en període de prova. Tot i així, l'entrada en vigor està pendent de l'aprovació del nou reglament d'actuació de les unitats antiavalots. Aquestes escopetes tenen un cost en el mercat de 1.800 euros (any 2011) i el seu disseny i construcció fou per resoldre els aldarulls a la perifèria banlieue de París de 2005. L'ús d'escopetes de pilotes de goma tradicionals fou més endavant prohibit pel Parlament de Catalunya per als Mossos d'Esquadra, sense incloure'n aquests models de llançagranades d'escuma.
Segons ha informat l'empresa distribuïdora, l'escopeta permet "disparar amb total precisió a una distància de fins a cinquanta metres i pot disparar una vintena de projectils en només un minut". A diferència de les ja antigues escopetes de pilotes de goma, també anomenades piloteres, aquestes no cal que siguin disparades cap a terra perquè rebotin, ja que cada tret és per a un sol objectiu. El seu impacte provoca un efecte d'"inhibició muscular temporal", impedint que l'objectiu pugui caminar i estar-se dret fins passades unes hores, a partir de les quals pot començar a caminar, però amb coixesa.